# 황리싱
황리싱(중국어 간체자: 黄立行, 정체자: 黃立行, 병음: Huáng Lìxíng, 한자음: 황립행, 1975년 9월 21일 ~ ) 또는 스탠리 황(Stanley Huang)은 대만 출신으로 대만과 미국에서 활동하는 배우 겸 가수이다. 최우수 북경어 남자 가수상을 수상하였다. 이소룡을 존경한다고 한다. 2001년에 馬戱團猴子을 발표하였다.
유약영의 분계여행(分開旅行)을 퓨처링 하였다.
황리싱은 영화, 공연 분야에서도 활동하고 있다.

## 출연 작품
- 방가자 - 양 렌 역